# Anubis en het pad der 7 zonden
Anubis en het pad der 7 zonden is een bioscoopfilm gebaseerd op de televisieserie Het Huis Anubis, die uitgezonden wordt op Nickelodeon Nederland en Nickelodeon Vlaanderen. Deze film kwam in oktober 2008 uit.
De film werd bekroond met een Gouden Film voor het behalen van 100.000 bioscoopbezoekers. Binnen negentien dagen na de première werd de film eveneens bekroond met een Platina Film voor het behalen van 400.000 bezoekers.

## Verhaal
De bewoners van Het Huis Anubis gaan met de bus op schoolreis naar Kroatië. Onderweg krijgt de bus twee lekke banden, omdat de chauffeur moet uitwijken voor een vrouw, die nergens te bespeuren is wanneer de jongeren daarna van de bus stappen. In afwachting van de reparatie van de bus moeten ze overnachten in het spookdorp Rohan.
Op het dorpsplein van Rohan de Beaufort staat een standbeeld van hem met daarbij een kistje. Aan de uitgang van het plein staat een poort die toegang geeft tot het pad der zeven zonden. Fabian leest de zeven zonden voor aan Nienke: woede, lust, traagheid, ijdelheid, hebzucht, vraatzucht en wraak. Even later vindt Fabian plots een onbekende sleutel in zijn jaszak. Hij vermoedt dat de sleutel op het kistje van de graaf past en spreekt met Nienke af om die nacht op onderzoek te gaan.
Fabian verslaapt zich echter en komt te laat aan op het dorpsplein. Daar merkt hij dat Nienke verdwenen is. Ze is ontvoerd door graaf Rohan. De volgende dag gaat Fabian samen met de andere bewoners van het Huis Anubis op zoek naar Nienke. Ze bewandelen hiervoor het pad der zeven zonden en doorstaan de proeven. Maar de tijd dringt, want als ze haar niet voor zonsondergang vinden, zal graaf Rohan haar verstenen.

## Rolverdeling
| Acteur                | Personage                 | Opmerkingen |
| --------------------- | ------------------------- | ----------- |
| Loek Beernink         | Nienke Martens            | Hoofdrol    |
| Lucien van Geffen     | Fabian Ruitenburg         | Hoofdrol    |
| Iris Hesseling        | Amber Rozenbergh          | Hoofdrol    |
| Achmed Akkabi         | Appie Tayibi              | Hoofdrol    |
| Sven de Wijn          | Jeroen Cornelissen        | Hoofdrol    |
| Vreneli van Helbergen | Patricia Soeters          | Hoofdrol    |
| Vincent Banić         | Mick Zeelenberg           | Hoofdrol    |
| Marieke Westenenk     | Joyce van Bodegraven      | Hoofdrol    |
| Gamze Tazim           | Noa van Rijn              | Hoofdrol    |
| Walter Crommelin      | Victor Emmanuel Rodenmaar | Bijrol      |
| Ton Feil              | Arie van Swieten          | Bijrol      |
| Egbert-Jan Weeber     | Graaf Rohan               | Bijrol      |
| Maryam Hassouni       | Charlotte                 | Bijrol      |
| Frank Focketyn        | Buschauffeur              | Bijrol      |
| Filip Bolluyt         | Stem in de grot           | Bijrol      |

## Merchandise
- Cd-single Pad der 7 zonden
- Verjaardagskalender
- Snoepjes
- Filmmagazine
- Filmboek
- Bureau onderlegger
- Dvd
- Dvd met cd (Limited Edition & Special Edition)

## Trivia
- Het vervolg op deze film kwam in 2009 uit: Anubis en de wraak van Arghus.